# Concordia Forsikring
Concordia Forsikring er et dansk forsikringsselskab, der blev dannet i 2008 gennem en fusion af Nord Forskring og Fynbo Forsikring. 
Selskabet ejes af Himmerland Forsikring-koncernen og har hovedsæde i Odense. Det tegner bl.a. forsikringer for landbruget, for små og mellemstore virksomheder samt for private.